# Dog han?
Dog han? - om film, våld och verklighet är en svensk dokumentärfilm från 1997 i regi av Kjell Sundvall. Filmen gjordes för att informera elever om våld och den varvar klipp från Sundvalls långfilm Jägarna (1996) med intervjuer med boxaren George Scott och skådespelaren Dolph Lundgren. Filmen behandlar också en verklig misshandel av en ung man, där offrets familj, polis och en kirurg intervjuas. Filmen var tillåten från elva år.

### Fotnoter
1. ↑  ”Dog han?”. Svensk Filmdatabas. http://sfi.se/sv/svensk-filmdatabas/Item/?type=MOVIE&itemid=28617&ref=%2ftemplates%2fSwedishFilmSearchResult.aspx%3fid%3d1225%26epslanguage%3dsv%26searchword%3ddog+han%3f%26type%3dMovieTitle%26match%3dBegin%26page%3d1%26prom%3dFalse. Läst 25 juli 2012.